# Gera József
Gera József (Makó, 1896. október 24. – Budapest, 1946. március 12.) orvos, nyilas politikus, ideológus.

## Életpályája
Szülei: Gera József és Garay Viktória volt. Középiskoláit Makón, az egyetemet Budapesten végezte el (1922). 1915-ben hadba vonul; harcolt az első világháborúban. 1918-ban tartalékos hadnagyként fejezte be az első világháborút. 1922–1924 között a budapesti szülészeti klinikán dolgozott. 1924-ben vitézzé avatták a háborúban szerzett érdemei elismeréseképpen. 1924–1926 között a gyermekklinikán dolgozott. Szülész-nőgyógyászként és gyermekorvosként dolgozott Makón 1927-től. 1928-ban a Társadalombiztosító Intézet körleti orvosa lett.
1939-ben belépett a Nyilaskeresztes Pártba. 1940 őszén felforgató tevékenység és nemzetgyalázás vádja miatt három év börtönbüntetésre ítélték. A pártban Csia Sándor helyetteseként dolgozott 1942-től. 1944 májusától a pártépítés vezetője és ideológusa lett. 
A Jankó Péter vezette népbíróság kötél általi halálra ítélte. 1946. március 12-én végezték ki, Beregfy Károly honvédelmi, Vajna Gábor belügy-, Rajniss Ferenc vallás- és közoktatásügyi miniszterrel, illetve Szálasi Ferenccel egy napon.